# Crystal Nicole
Crystal Nicole Johnson, reconhecida e creditada como Cristyle ou Cri$tyle, é uma cantora e compositora norte-americana vencedora dos Grammy Award. Em 2007, assinou contrato com as editoras So So Def/EMI Music. Johnson em Outubro de 2010 assinou um novo contrato com a Blackground Records e Interscope Records. Em 2010, venceu como compositora creditada na categoria "Best Dance Recording" da 53.ª edição dos Grammy Awards com o tema "Only Girl (In the World)" de Rihanna.